# Platyphora
Genre
Le genre Platyphora regroupe des espèces de chrysomèles phyllophages tropicales. 

## Biologie

### Hôtes
Ces espèces sont étroitement affiliées à un nombre très restreint d'hôtes appartenant à l'une de ces six familles de plantes : les Boraginaceae, Asteraceae, Asclepiadaceae, Convolvulaceae, Solanaceae, et Apocynaceae.

### Défense chimique
Ces insectes sont vivement colorés et leur aposématisme signale leur protection chimique aux prédateurs : ils sécrètent des toxines accumulées dans des glandes exocrines des élytres et du pronotum. Des analyses qualitatives ont identifié dans les sécrétions défensives des adultes des saponines basées sur le squelette bêta-amyrine probablement présentes dans les feuilles de leurs hôtes. En outre, certaines espèces inféodées aux familles de plantes riches en alcaloïdes pyrrolizidinique (PAs) de type lycopsamine possèdent une double défense chimique car elles séquestrent également, en plus des dérivés de la bêta-amyrine, ces alcaloïdes dans leurs sécrétions défensives.